# Andrzej Cikoto
Andrzej Cikoto MIC (ur. 5 grudnia 1891, zm. 13 lutego 1952) – duchowny katolicki obrządku bizantyjsko-słowiańskiego, białoruski działacz, egzarcha apostolski Harbinu w latach 1939–1948. Generał zakonu marianów.

## Życiorys

### Edukacja
Andrzej Cikoto ukończył gimnazjum w Oszmianie. Po szkole średniej kształcił się w seminariach duchownych. Początkowo studiował w Wilnie, następnie w Sankt Petersburgu. W 1917 r. na Akademii Duchownej w Sankt Petersburgu otrzymał tytuł kandydata teologii.  

### Duchowny rzymskokatolicki
W 1914 r. przyjął święcenia kapłańskie. Po zakończeniu studiów w 1917 r. został proboszczem w parafii rzymskokatolickiej św. Kazimierza w Mołodecznie. Zaangażował się w działalność oświatową. Jego staraniem otwarto w mieście szkołę polską. 
W 1919 r. zrezygnował z probostwa i został profesorem seminarium duchownego w Mińsku. Pełnił funkcje prokuratora seminarium oraz wykładowcy teologii fundamentalnej i dogmatycznej. W czasie wojny polsko-bolszewickiej opuścił Białoruś i powrócił na Litwę. W 1920 r. na prośbę biskupa Jerzego Matulewicza wstąpił do zakonu marianów. 
W 1921 r. po pierwszych ślubach zakonnych wyjechał do Stanów Zjednoczonych Ameryki. Prowadził tam rekolekcje i misje parafialne dla emigrantów litewskich, polskich i białoruskich.  

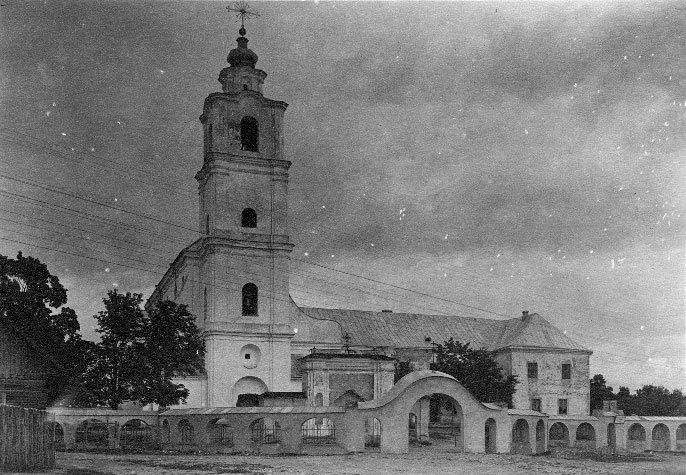
Druja (1929)

W 1923 r. przyjechał do Polski. Zamieszkał w Drui, gdzie został wikariuszem miejscowej parafii, a następnie jej proboszczem. W 1925 r. został przełożonym i mistrzem nowicjatu klasztoru marianów w tym mieście. 
Na polecenie biskupa Jerzego Matulewicza zajął się organizowaniem życia zakonnego oraz tworzeniem Zgromadzenia Sióstr Eucharystek. Pracował także społecznie. Jego staraniem w Drui powstało: Gimnazjum im. Stefana Batorego, przeprowadzono elektryfikację i otworzono kasę wzajemnej pomocy.
W 1933 r. kapituła generalna w Rzymie wybrała go przełożonym generalnym Zgromadzenia Księży Marianów. Jako generał zakonu przeprowadził przystosowanie konstytucji sióstr eucharystek do Kodeksu Prawa Kanonicznego. Był także odpowiedzialny za organizacje i rozwój misji marianów w Mandżurii.

### Duchowny greckokatolicki
W 1939 r. po zakończeniu kadencji generała zakonu marianów na prośbę papieża Piusa XII przeszedł na obrządek bizantyjski. Z tytułem egzarchy i administratora apostolskiego wyjechał do Mandżurii. W latach 1939–1948 był archimandrytą klasztoru marianów i wykładowcą Liceum św. Mikołaja w Harbinie.
W 1948 r. został przez rząd komunistyczny przymusowo wydalony z Chin do Związku Radzieckiego. Na granicy został aresztowany przez NKWD. Trafił do więzienia pod zarzutem szpiegostwa. W 1949 r. został skazany zaocznie wyrokiem administracyjnego sądownictwa doraźnego NKWD na 25 lat przymusowej pracy w łagrach.  
Po kilkomiesięcznym pobycie w gułagu podupadł na zdrowiu. Został hospitalizowany. Przez ostatnie kilkanaście miesięcy życia przebywał w kilku różnych szpitalach więziennych na Syberii, gdzie w miarę możliwości potajemnie prowadził działalność duszpasterską.

## Proces beatyfikacyjny
W 2003 Kościół rzymskokatolicki w Rosji otworzył proces beatyfikacyjny archimandryty Andrzeja Cikoty.